# Fernando Fragata
Fernando Fragata (Estoril, 2 de dezembro de 1965 – 5 de novembro de 2024) foi um realizador e argumentista português.

## Percurso Profissional
Como operador de câmara inicia-se em publicidade, videoclipes e filmes de Joaquim Leitão, Ana Luisa Guimarães e Quirino Simões.
Como realizador e argumentista inicia-se com a curta metragem Amor & Alquimia(1995)  que atinge algum sucesso sendo exibido tanto na Europa como na América do Sul recebendo o prémio de melhor realização no festival internacional de cinema da Baía no Brasil, bem como o prémio do público no Festival de Sevilha em Espanha.  Na altura, a curta metragem é exibida no canal televisivo SIC em horário nobre, um caso raro para uma curta-metragem de um realizador português. Seguiram-se a longa metragem Pesadelo Cor de Rosa e o telefilme de acção Pulsação Zero.
Em 2004 escreveu e realizou Sorte Nula um filme com repercussão em Portugal. O seu mais recente filme chama-se Contraluz/Backlight. Foi rodado integralmente nos Estados Unidos e conta com um elenco de actores portugueses e americanos.

## Filmografia (Longas Metragens)
- 2010 - Contraluz
- 2004 - Sorte Nula
- 2002 - Pulsação Zero
- 1998 - Pesadelo Cor De Rosa